# استینه اسکوگران
آستینه اسکوگران (نروژی: Stine Skogrand؛ زادهٔ ۳ مارس ۱۹۹۳) بازیکن هندبال زن اهل نروژ است.